# Aeroportul Municipal Aiken
Aeroportul Municipal Aiken (IATA: AIK, ICAO: KAIK, FAA LID: AIK) este un aeroport din Carolina de Sud, Statele Unite ale Americii ce deservește zona Aiken⁠(d). Aeroportul a fost tranzitat în 2019 de 190 de pasageri. A fost numit după zona deservită.
Situat la o altitudine de 161 m, aeroportul dispune de 2 piste.

## Infrastructură

### Piste
Aeroportul dispune de 2 piste. Pista 01/19 are suprafața de asfalt și dimensiunile 3.800 picioare × 75 picioare. Pista 07/25 are suprafața de asfalt și dimensiunile 5.500 picioare × 100 picioare. 